# Privas
Privas er en mindre fransk provinsby. Den er hovedsæde i departementet Ardèche. Byen består af en ældre bydel, beliggende op af bjergsiden, og en moderne bydel, beliggende i dalen.